# Busunfall im Sierre-Tunnel
Der Busunfall im Sierre-Tunnel im Kanton Wallis war ein Verkehrsunfall mit einem belgischen Reisebus am 13. März 2012 im Tunnel de Sierre auf der A9 in Siders in der Schweiz. Bei dem Anprall gegen eine Tunnelmauer kamen 28 Menschen ums Leben: 22 belgische und niederländische Kinder, deren Lehrer und die beiden Busfahrer. 24 weitere Personen wurden verletzt, davon drei besonders schwer. Es handelt sich um das schwerste Busunglück in der Schweiz seit 30 Jahren.

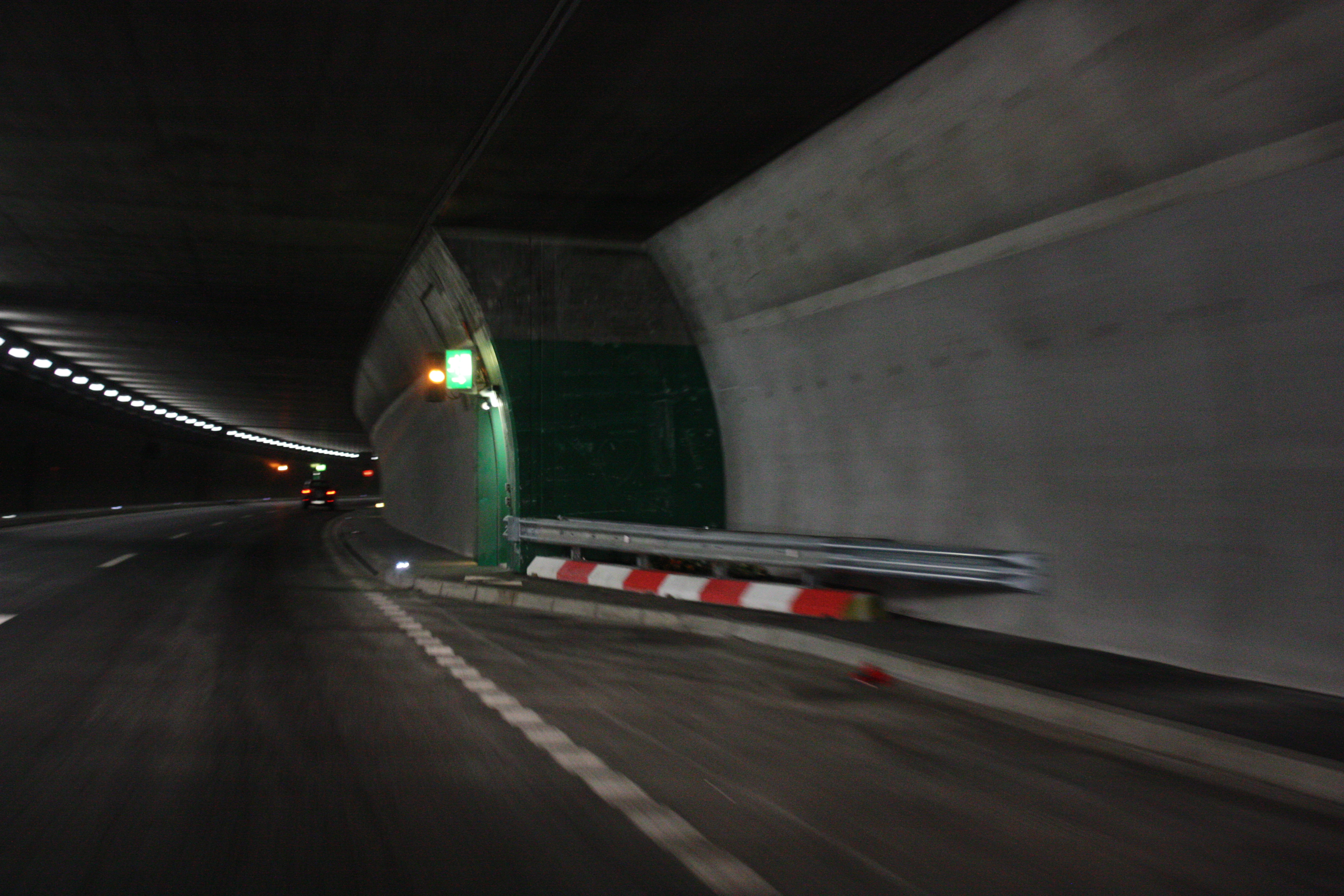
Die Wand, an der der Bus verunglückte (nach Restaurierung mit Leitschranke, Aufnahme vom 18. März 2012)

## Hergang und Opfer
Bei den Opfern handelt es sich überwiegend um Schüler im Alter von etwa zwölf Jahren aus zwei Schulen in Heverlee (Provinz Flämisch-Brabant) und Lommel (Provinz Limburg), die nach einem Skilager in Saint-Luc im Val d’Anniviers auf dem Rückweg nach Belgien waren. Der mit 52 Personen besetzte Bus fuhr bei der Anschlussstelle Sierre-est (Siders Ost) auf die Autobahn in Richtung Sitten und geriet nach zwei Kilometern gegen 21.15 Uhr auf die rechte Seite, auf der er die Randsteine berührte. Daraufhin prallte der Bus frontal in das Ende einer Nothaltebucht des Tunnels, die unglücklicherweise in einer rechtwinklig zur Fahrtrichtung stehenden Wand endet. Zahlreiche Personen wurden von den Helfern aus dem Wrack befreit und die Verletzten mit Helikoptern und Ambulanzen in die umliegenden Krankenhäuser eingeliefert. Zeitweise waren über 200 Einsatzkräfte beteiligt.
In einer Pressekonferenz äusserte sich der zuständige Untersuchungsrichter Olivier Elsig, es gäbe bei der Ursachenforschung drei Hypothesen: ein technisches Problem, ein Gesundheitsproblem des Fahrers oder menschliches Versagen. Er betonte, dass alle Kinder angegurtet waren und dass der Bus in einem guten Zustand war. Die Auswertung des Fahrtenschreibers ergab, dass die vorgeschriebenen Ruhezeiten sowie die Geschwindigkeitsbegrenzungen eingehalten wurden. Eine Interaktion mit anderen Verkehrsteilnehmern wurde nach Sichtung der Überwachungsbilder des Tunnels ausgeschlossen. Eine Autopsie des Fahrers wurde angekündigt. Bei den Verletzten handelt es sich um 17 Belgier, drei Niederländer, einen Polen und einen Deutschen. Der belgische Ministerpräsident Elio Di Rupo kündigte für den 16. März einen nationalen Trauertag an. Ebenso wurde vom niederländischen Ministerpräsidenten Mark Rutte Trauerbeflaggung angeordnet. In der Schweiz wurden im Kanton Wallis sowie auf dem Bundeshaus in Bern die Flaggen auf halbmast gesetzt.

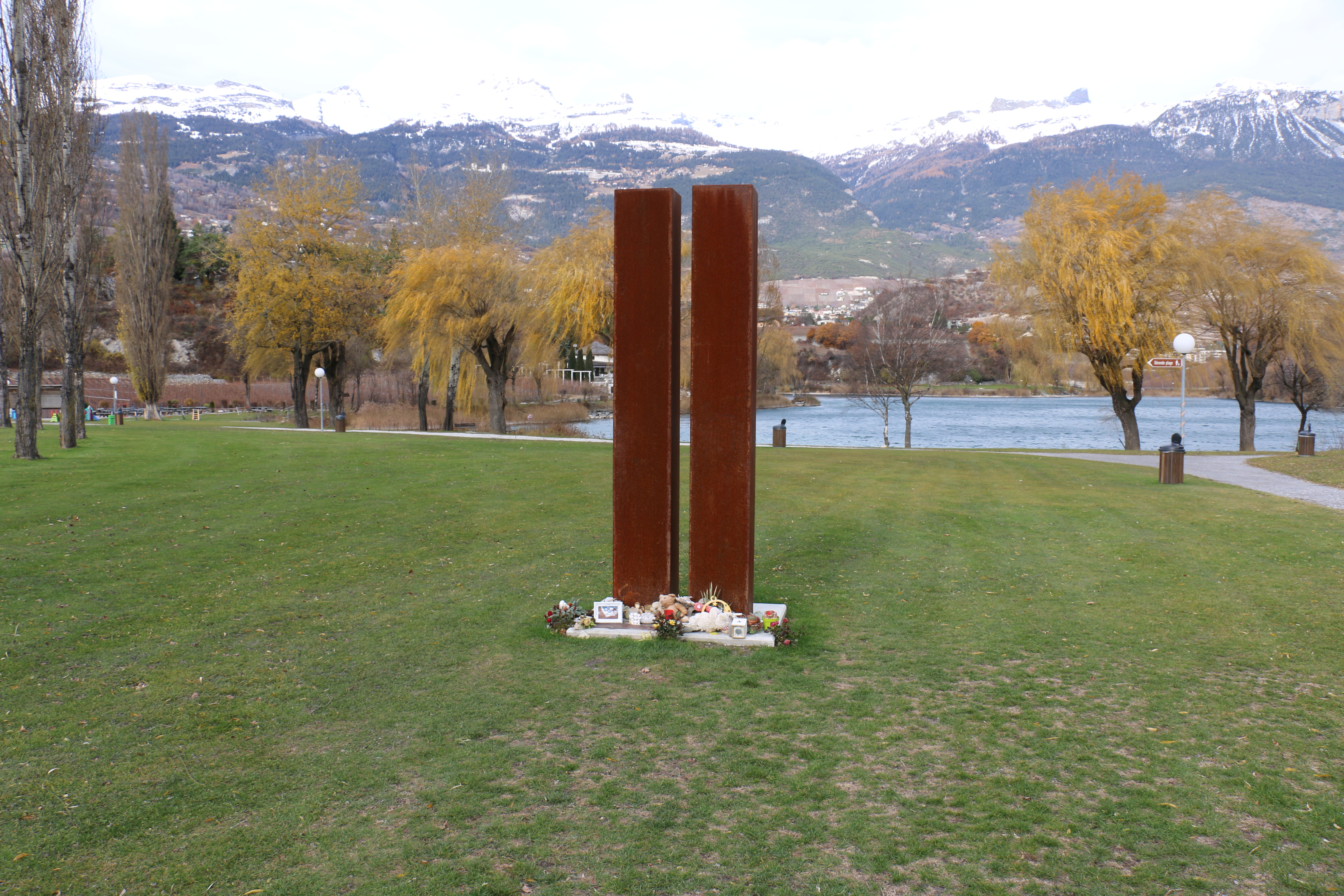
Ein Denkmal, das drei Jahre nach dem Drama von Sierre eingeweiht wurde.

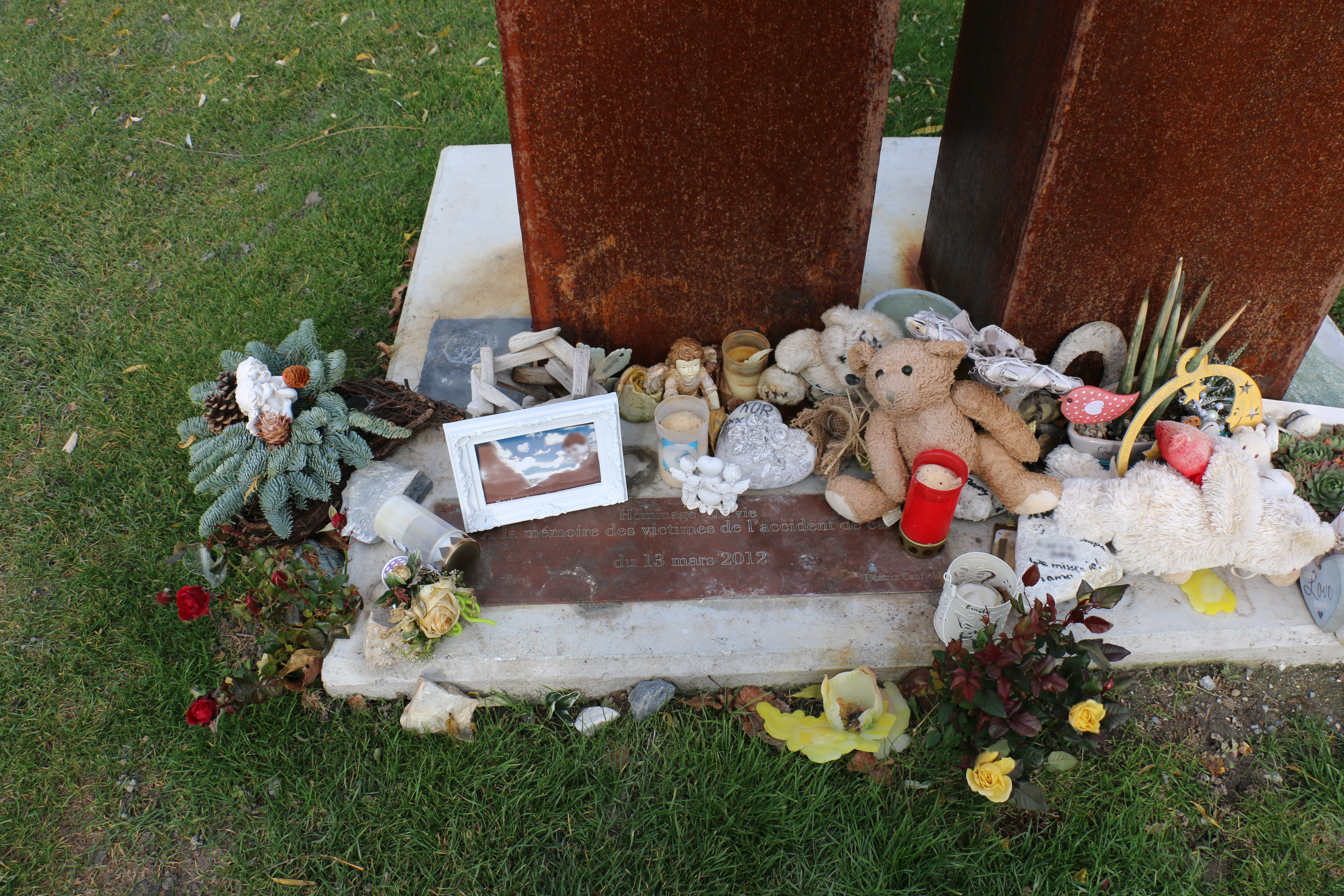
Das Denkmal ist eine Erinnerung an die 28 Opfer, darunter 22 Kinder, die beim Busunglück vom März 2012 im Wallis starben.

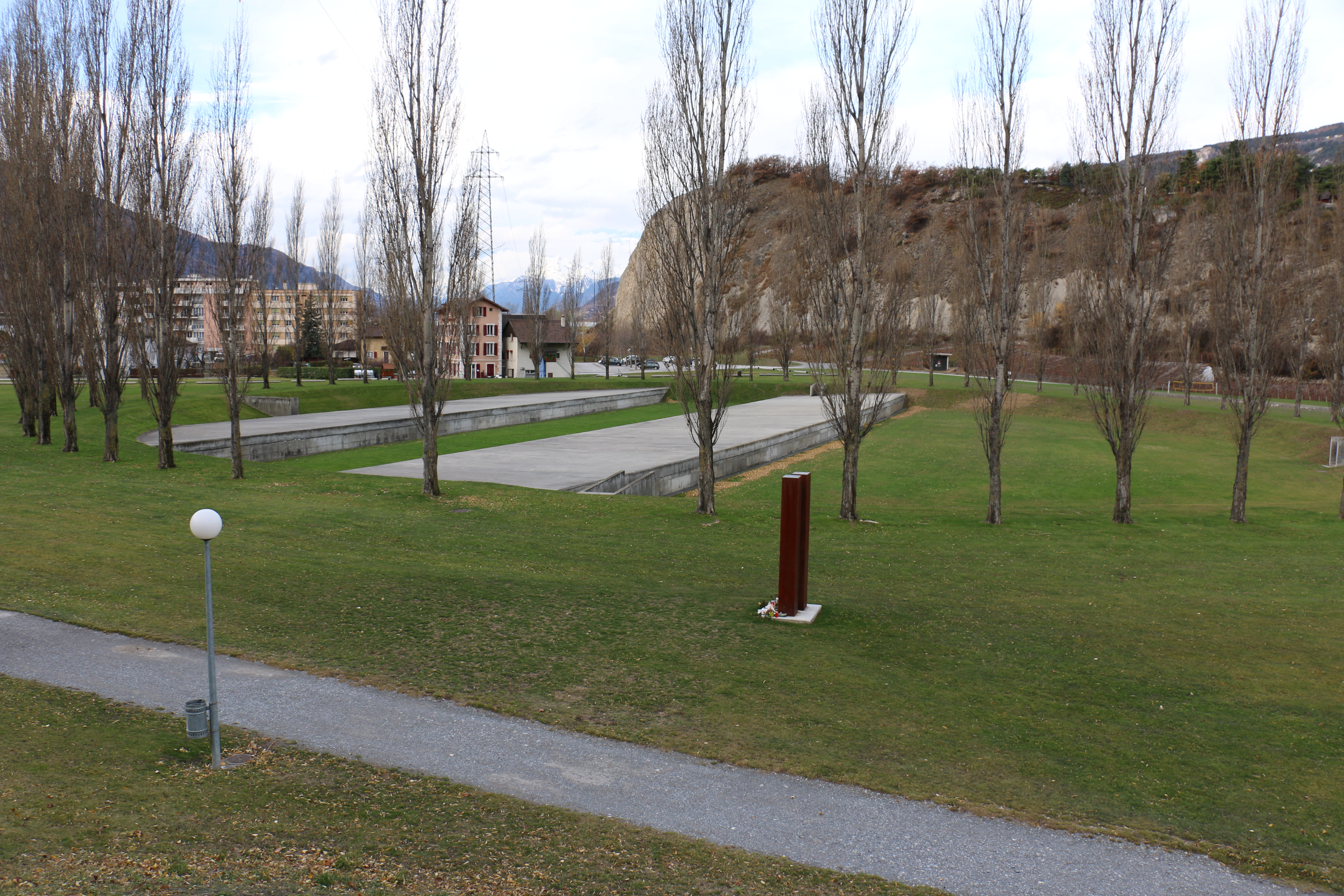
Der Auguste Piccard Platz in Sierre mit einem Baumkreis oberhalb des Unglücksortes im Tunnel.

## Unfalluntersuchung
Mitte Juni 2012 gab der Oberstaatsanwalt des Kantons Wallis, Olivier Elsig, nach dreimonatiger Untersuchung in Brüssel bekannt, dass sich die Ermittler auf den Fahrer des Busses und auf «menschliches Versagen oder Krankheit» konzentrieren würden. Der 34-jährige übernahm das Steuer zwei Minuten vor dem Unglück, nachdem sein 52-jähriger Kollege die schwierige Bergstrecke von Saint-Luc hinunter ins Tal bewältigt hatte. Die Geschwindigkeit im Tunnel, in dem ein Tempo von 100 km/h erlaubt war, habe zwischen 99 und 100 km/h betragen. Ungefähr 75 Meter vor dem Kollisionspunkt sei der Bus auf die rechte Bordsteinkante gefahren und mit 27 Metern pro Sekunde (= 97,2 km/h) drei Sekunden später ohne markante Richtungsänderung oder Bremsung in die ebenfalls auf der rechten Seite befindliche Nothaltebucht geprallt.
Mängel in der Wartung oder technische Defekte wurden aufgrund der Unfallaufnahme, der Auswertung der Fahrtschreiber-Diagrammscheiben und der Expertise am Unfallfahrzeug sowie einem identischen Bus von den Ermittlern ausgeschlossen, ebenso die Möglichkeit der Einwirkung von Dritten und Mängel an der Strasse oder am Tunnel. Die These, der Fahrer hätte vor dem Unfall am DVD-Gerät hantiert, erschien den Ermittlern ebenfalls wenig wahrscheinlich. Der Fahrer hätte laut Olivier Elsig aufstehen, das Steuer loslassen und sich umdrehen müssen, um das in einer Nische hinter ihm befindliche Gerät erreichen zu können. Der ausser Dienst befindliche 52-jährige Kollege habe sich zum Unfallzeitpunkt ebenfalls vorne im Bus befunden. Obwohl bei beiden Fahrern kurz nach dem Unfall kein Alkohol im Blut festgestellt wurde, werde das medizinische Dossier des Unfallfahrers mit toxikologischen Analysen verglichen, die in den letzten Monaten erstellt wurden. Elsig hofft, die Untersuchungen bis Ende Sommer 2012 abschliessen zu können.
Am 21. Mai 2013 wurde in einem Untersuchungsbericht zum Unfall im Sierre-Tunnel «Unaufmerksamkeit oder ein Schwächeanfall des Chauffeurs» als wahrscheinlichste Unfallursachen angenommen.

## Aufarbeitung
Der belgische Sänger Milow widmete den Opfern ein Lied mit dem Titel 22 Children in dem er über den Unfall singt. Der Genfer Schriftsteller Matthieu Mégevand veröffentlichte 2013 eine Erzählung rund um den Unfall mit dem Titel Ce qu’il reste des mots.
Am 13. März 2015, also drei Jahre nach dem Unglück, wurde in Siders beim Platz «Auguste Piccard» am Lac de Géronde (Gerundensee) eine Gedenkstätte eingeweiht. Das Werk besteht aus zwei vertikalen Pfeilern von je drei Metern Höhe und steht über der Unfallstelle im Tunnel der Autobahn A9.